# Гели
Ге́ли (ед.ч. гель, от лат. gelo — «застываю») — структурированные системы, состоящие из высокомолекулярных и низкомолекулярных веществ. Наличие трёхмерного полимерного каркаса (сетки, матрицы) даёт гелям механические свойства твёрдых тел: отсутствие текучести, способность сохранять форму, прочность и способность к деформации (пластичность и упругость).

Мицеллярная структура геля

## Структура и свойства

Образование трёхмерного каркаса гидрогеля SiO_{2}

Гели состоят, по крайней мере, из двух компонентов, один из которых образует непрерывную трёхмерную макромолекулярную сетку, выступающую в роли каркаса, пустоты в которой заполнены низкомолекулярным растворителем — дисперсионной средой.
Вещества, способные образовывать макромолекулярную структуру гелей, называются гелеобразователями. К ним относятся как неорганические (диоксид кремния, оксид алюминия), так и органические вещества и их смеси (поливиниловый спирт, полиакриламид, желатин, агар-агар, пектиновые вещества и др.). В качестве низкомолекулярной дисперсной фазы — наполнителя геля — выступают вода, низшие моно- и олигоспирты, углеводороды. Гели с водной дисперсной фазой называются гидрогелями, со спиртовой — алкогелями, с углеводородной — органогелями (общее название «лиогели»).
Гели образуются при коагуляции и последующей коалесценции золей, понижении температуры, концентрировании мицеллярных растворов мыл или выделении новой дисперсионной среды из пересыщенных растворов.
Удалением из лиогелей жидкой фазы можно получить тонкопористые тела (аэрогели или ксерогели), в которых дисперсионная среда превращается в прочные адгезионные или фазовые (когезионные) пористые структуры. Таковы алюмогель и силикагель, получаемые высушиванием гидрогелей гидроксида алюминия и кремниевых кислот.
Гели термодинамически неустойчивы: вследствие синерезиса дисперсная система самопроизвольно разрушается с выделением жидкой концентрированной фазы в результате самопроизвольного уплотнения структурной сетки. При удалении низкомолекулярного растворителя (высушивании) гели обычно необратимо разрушаются.

## Применение

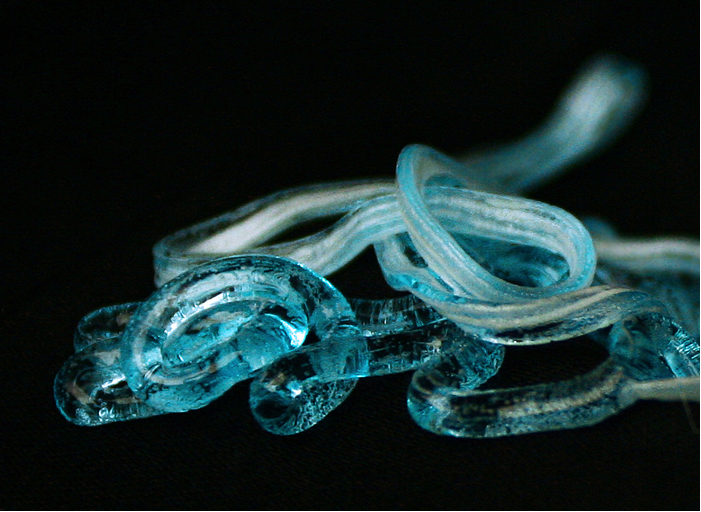
Гель для бритья на основе полиэтиленгликоля

Гели широко используются для производства разнообразных косметических, лекарственных препаратов и продукции бытовой химии (для ухода за волосами, для бритья и т. п.), а также для лабораторных исследований методом электрофореза и др.
Гелями могут заполняться анатомические имплантаты, применяемые в пластической хирургии.
Высушенные гели (алюмогель, силикагель) широко применяются как энтеросорбенты.

## Терминология
В современном русском языке для описания структурированных дисперсных систем, состоящих из высокомолекулярных и низкомолекулярных компонентов, параллельно используются слова «гель» и «желе» (от лат. gelo через англ. gel и фр. gelée), а также «студень» (русск.). И хотя, по существу, различий между ними нет, в химии термин «гели» применяется для характеристики необратимо разрушающихся структурированных дисперсных систем (дисперсная фаза состоит, как правило, из неорганических макромолекул). Студнями именуют системы, характеризующиеся обратимостью процесса коагуляции.
Также сложились следующие области применения терминов:
- «гель» — химия, химическая технология, косметические и бытовые средства;
- «желе» — в кулинарии сладкие фруктовые или ягодные студенистые блюда;
- «студень» — в кулинарии мясное или рыбное блюдо из охлаждённого мясного (или рыбного) бульона с кусочками мяса (или рыбы), значительно реже — в химической технологии и физиологии (устар.).